# The Wedding of Sarah Jane Smith
The Wedding of Sarah Jane Smith (Le Mariage de Sarah Jane Smith) est le troisième épisode de la 3e saison de la  série britannique de science-fiction The Sarah Jane Adventures. Cet épisode est un cross-over avec la série Doctor Who. À ce jour, la série n'a jamais été diffusée en France.

## Synopsis
Sarah Jane Smith cache un grand secret : elle est amoureuse. Tout semble aller pour le mieux, et elle projette de bientôt se marier. Seulement, quelque chose semble étrange chez son fiancé.

### Première partie
Depuis quelque temps, Luke, Rani et Clyde s'inquiètent de disparitions inexpliquées de Sarah Jane sous des prétextes étranges. La pistant grâce à Mr Smith et K-9, ils s'aperçoivent qu'elle a des rendez-vous secrets avec un homme, nommé Peter Dalton, ayant le même âge qu'elle et ne présentant pas de caractéristiques particulièrement étranges. Appréhendant la rencontre avec ses amis, elle n'en a pas parlé. Grâce aux efforts pour qu'ils ne découvrent pas son activité secrète, ils tombent amoureux l'un de l'autre et projettent même un mariage. Seulement, des événements étranges planent autour de leur liaison : le bruit du TARDIS se fait entendre, la maison de Peter est déserte et Sarah Jane semble nier des événements sous l'influence de sa bague de fiançailles. 
Le jour du mariage arrive, mais au moment de prononcer leurs vœux, le Docteur débarque du TARDIS, souhaitant empêcher ce mariage. C'est à ce moment que le Trickster, vêtu de blanc, se manifeste et emporte les deux futurs mariés.

### Seconde partie
Luke, Rani, Clyde, le Docteur et K-9 se réveillent à l'hôtel de ville entouré de blanc, et apparemment piégé dans une boucle temporelle. Après des présentations d'usage, le Docteur tente de faire apparaître le TARDIS mais n'y parvient pas. Le Trickster les a piégés dans une seconde du temps, laissant Peter et Sarah Jane dans une autre seconde. Peter pense que le Trickster est un ange qui l'a aidé à se relever et qui veut faire leur bonheur. Tout ce qu'il souhaite, c'est que Sarah Jane se marie avec Peter. Il sait que si cela arrivait, elle devrait laisser de côté ses activités de défense de la terre et il pourrait profiter du chaos. De l'autre côté du temps, le Docteur parvient à rejoindre le TARDIS, et Clyde réussit à piéger le Trickster avec une molécule d'énergie artron échappée du TARDIS pour atteindre Sarah Jane. Sarah Jane sous les conseils du Docteur et face au sacrifice de Clyde demande à Peter de renoncer au don du Trickster, sachant que cela signifie mourir. Gagné par la force de persuasion de celle qu'il aime il refuse le contrat qu'il a passé avec le Trickster. Celui-ci disparait ainsi que Peter.
De retour, seule, face à l'autel, Sarah Jane annule le mariage. Triste d'avoir perdu celui qu'elle aimait, elle a le droit à une dernière visite du Docteur.

## Continuité
- Depuis l'épisode précédent, K-9 fait désormais partie des personnages réguliers de la série.
- L'alien semblable à une limace que reçoit Sarah Jane par colis postal, est le même que Sarah Jane chasse à travers un hôpital durant l'épisode The Mark of the Berserker.
- Des explications sont données sur les personnages secondaires de la série qui auraient dû se trouver au mariage de Sarah Jane : Maria Jackson est prise par ses études aux USA, la mère de Clyde est à un autre mariage, et le Brigadier Lethbridge-Stewart est reparti au "Pérou", pays d'où il revenait lors de l'épisode Enemy of the Bane.
- Lorsque les adolescents demandent au Docteur s'ils peuvent faire un voyage dans le temps, Sarah Jane leur rappelle qu'un officier Judoon les a confinés sur terre dans Prisoner of the Judoon
- On constate que chaque fois que le Trickster apparait, Sarah Jane Smith est obligée de se résoudre à la mort d'un être aimé, dans Whatever Happened to Sarah Jane? c'est son amie d'enfance Andrea Yates, dans The Temptation of Sarah Jane Smith ce sont ses parents et dans cet épisode, c'est son fiancé.

### Liens avec leWhoniverse
- Sarah Jane blague sur le fait qu'elle aurait dû envoyer une lettre sur Metebelis 3. Une planète qu'elle et le troisième Docteur ont visitée dans l'épisode Planet of the Spiders (1974).
- Sarah Jane fut contrôlée par un anneau dans l'épisode The Hand of Fear (1976).
- Le Trickster est déjà apparu deux fois dans The Sarah Jane Adventures lors des épisodes Whatever Happened to Sarah Jane? et The Temptation of Sarah Jane Smith. Le Docteur a déjà eu affaire à un des sbires du Trickster dans l'épisode Le Choix de Donna.
- Le Trickster dit que le Docteur a tenu dans ses mains la clé du temps (The Armageddon Factor 1979) et qu'il est à la fois le feu et la glace, tel que l'a appelé Timothy dans l'épisode Smith, la Montre et le Docteur. Il est fait référence aux Portes de l'Immortalité bientôt vues dans La Prophétie de Noël.
- Le Trickster parle de la solitude du Docteur, thème récurrent des épisodes spéciaux de 2009 et 2010.
- Le Docteur dit que c'est la première fois qu'il rencontre Luke Smith en chair et en os. En effet, ils ne s'étaient vus que via un écran dans La Fin du voyage.
- La dernière scène où le Docteur et Sarah Jane parlent de ne pas s'oublier est un rappel de ce qui se passait à la fin de l'épisode The Hand of Fear.

## Dans la culture
- Le Docteur utilise une crécelle pour calmer les adolescents et leur couper la parole.